# Adolf Pinter
Adolf Pinter (ur. 19 stycznia 1948 w Grazu (Austria), zm. 20 maja 2016) – austriacki piłkarz i trener, z wykształcenia lekarz (absolwent uniwersytetu w Ratyzbonie), psycholog (studia w Wiedniu) oraz trener (absolwent wyższej szkoły w Kolonii).
Piłkarz niższych lig w Austrii, Niemczech oraz Belgii.
Trener w Austrii (Grazer AK, WSV Wiedeń i KSC Krems), Belgii (THOR Waterschei) i Grecji (Panahaiki Patras). Znajdował się w sztabie szkoleniowym francuskiego zespołu Olimpique Marsylia.
W Polsce menedżer Lecha Poznań od kwietnia 2000 przez miesiąc, następnie szkoleniowiec - od 29 maja do 29 sierpnia 2000. Bilans pracy w poznańskim klubie: 5 spotkań - 1 remis i 4 porażki.